# Auf Wiedersehen Monty
Auf Wiedersehen Monty (в переводе с немецкого — «до свидания, Монти») — компьютерная игра для ZX Spectrum, Commodore 64, Amstrad CPC и MSX. Вышедшая в 1987, она стала четвёртой в серии игр про крота по имени Монти, следуя за Monty is Innocent, Monty on the Run и первой в списке вышедших Wanted: Monty Mole. Над игрой работал коллектив авторов, во главе которых стоял Питер Харрап, музыку к игре сочинили Роб Хаббард и Бен Даглиш.

## Сюжет игры
История главного героя, крота по имени Монти, начинается в первой игре с его участием. Бедный маленький крот, чтобы не замёрзнуть, был вынужден украсть несколько кусочков кокса и обогреть своё жилище. Но стоило нашему герою совершить этот небольшой, но всё-таки проступок, как он тут же попал в списки разыскиваемых преступников. Так, Монти ударился в бега…
На этот раз Монти решил навсегда скрыться от своих преследователей. Цель игры — накопить достаточно средств для того, чтобы купить никем не занятый остров Монтос в Греции. Для достижения своей цели Монти придётся совершить путешествие по Европе, собирая на своём пути деньги и другие предметы, выполняя некоторые задания. Геймплей представляет собой распространённый в конце 80-х платформерный квест, аналогичный встречающемуся в играх типа Dynamite Dan and Jet Set Willy. Некоторые экраны в игре являют собой подобия реально существующих (или существовавших на момент выхода игры) объектов, таких как Эйфелева башня или Берлинская стена.
В игре Auf Wiedersehen Monty встречается множество неожиданных сюрпризов, не всегда приятных. Например, игрока внезапно атакует голова быка, как только он возьмёт красный коврик в Испании (вероятно, это — отсылка к популярной в этой стране корриде), на голову Монти стремится упасть автомобиль в городе Дюссельдорф, это связано с тем, что здесь находятся заводы известных производителей автомобилей.
В ходе прохождения играющий сможет в некоторой мере ознакомиться с географией и достопримечательностью Европы. Посещая разные страны, играющий познакомится с культурой этих стран. Например, в Швейцарии Монти найдёт часы и сыр, во Франции — берет, в Нидерландах — тюльпаны и т. д.
В игре представляется возможность совершать полёты на аэроплане. Это предоставляет возможность быстро переместиться из одного города в другой. Некоторые территории в игре возможно посетить только при помощи перелётов.
Помимо денег, Монти предстоит собрать некоторое количество специальных предметов, некоторые из них обменять на другие, тем самым заработав дополнительные средства. Всё это необходимо чтобы накопить достаточную сумму, которой хватило бы на покупку острова. Ниже приводится их перечень:
- Цветочный горшок, найденный во Франции, нужно отдать человечку в Амстердаме. Взамен Монти получит букет тюльпанов.
- Бутылку Château Blanc, найденную в городе Брест, Франция, доставьте в Германию, город Дортмунд.
- Тюльпаны следует отнести девушке Джульетте в нижней части Падающей башни.
- В Германии монти найдёт инструменты, с помощью которых он сможет починить подъёмник в Австрии.
- Отнесите кусочек бекона в Чехословакию.
- В городе Нант украдите знаменитую Мону Лизу и отнесите её в город Itsadaboss в Италии, вставьте в раму.
- В Люксембурге возьмите грампластинку.
- Футбольный мяч доставьте в город Ювентус (туда легко добраться, прилетев в Рим).
- Автомобильный руль необходимо доставить в Монако, Франция.

По мере накопления средств, в нижней части экрана будут появляться части острова, который должен купить Монти. Всего их три. Прежде, чем вы не соберёте их все, не отправляйтесь на остров Монтос, иначе игра не будет считаться пройденной. Последние три карточки EC вы соберёте в греческой гавани — локации, предшествующей острову Монтос.

## Интересные факты
- Если взглянуть на карту игры, она предстаёт в виде реально существующего Европейского континента.
- Название игра получила от популярного в 80-е годы в Британии телешоу Auf Wiedersehen, Pet

## Сиквелы
Последующая игра с участием крота Монти, Impossamole, увидела свет в 1990-м. Она достаточно отличается от своих предшественниц, поскольку это уже скорее не квест, а платформер «консольного» типа.